# CC Sabathia
Carsten Charles "CC" Sabathia, född den 21 juli 1980 i Vallejo i Kalifornien, är en amerikansk professionell basebollspelare som spelar för New York Yankees i Major League Baseball (MLB). Sabathia är vänsterhänt pitcher.
Sabathia har tagits ut till MLB:s all star-match sex gånger. 2007 vann han American Leagues Cy Young Award som ligans bästa pitcher och 2009 utsågs han till mest värdefulla spelare (MVP) i finalen i American League (ALCS). 2009 vann han även World Series med Yankees. Sabathia hade före 2014 inte under någon säsong haft fler förluster än vinster.

## Karriär

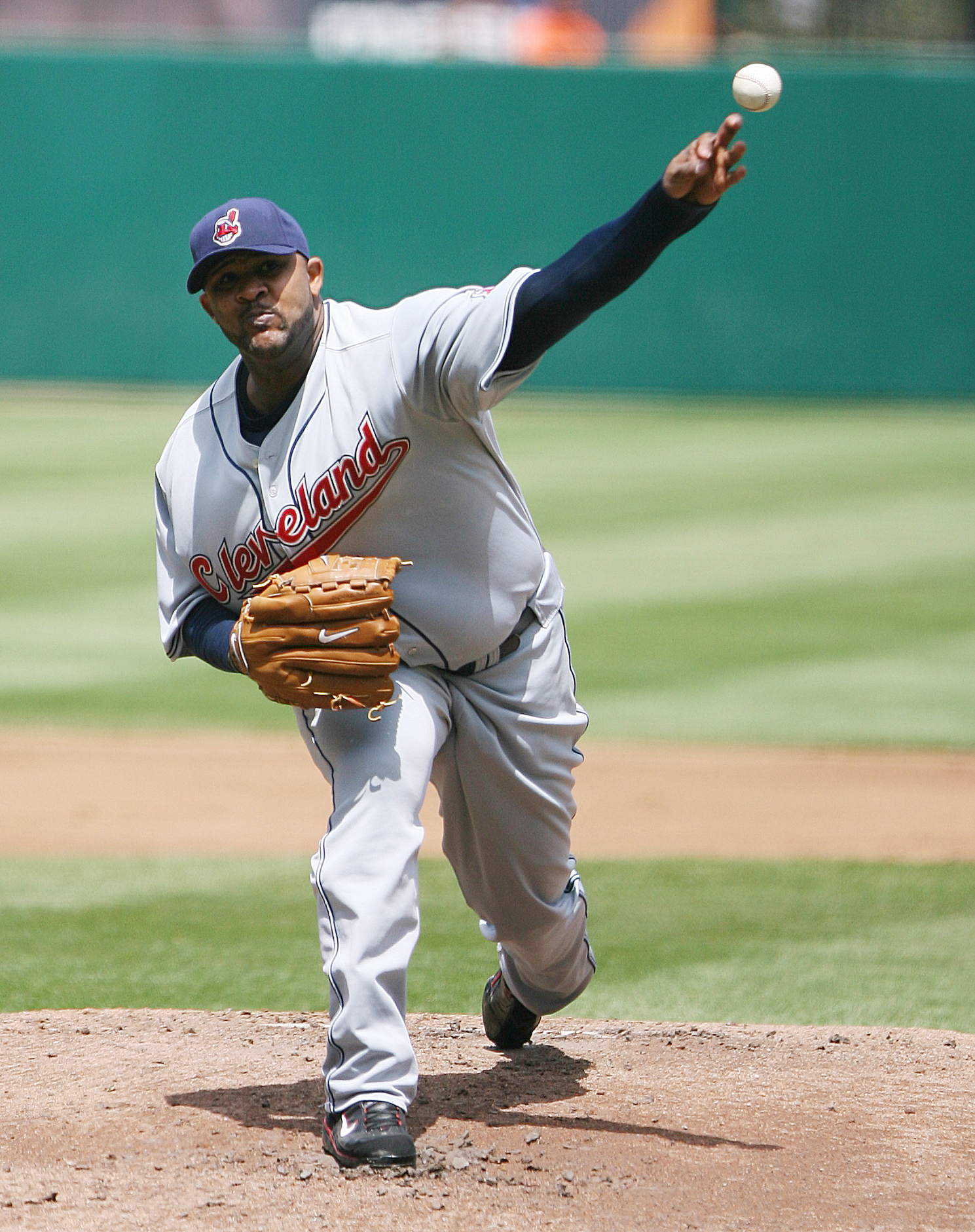
Sabathia i Cleveland Indians dräkt 2007.

Sabathia draftades 1998 och gjorde MLB-debut för Cleveland Indians den 8 april 2001. Han var den säsongen den yngsta spelaren i American League. Han spelade för Indians fram till juli 2008, då han byttes bort till Milwaukee Brewers. Han blev bara kvar i Brewers den säsongen ut, varefter han blev free agent.
När Sabathia skrev på ett sjuårskontrakt värt 161 miljoner dollar med New York Yankees inför 2009 års säsong blev han den högst betalda pitchern och den fjärde högst betalda spelaren i MLB:s historia. Med fyra år kvar på kontraktet, i oktober 2011, förlängde han kontraktet med Yankees med ytterligare ett år värt 25 miljoner dollar och ett optionsår. Kontraktet sträckte sig därmed som längst till och med 2017, och Sabathia hoppades att han då skulle kunna avsluta karriären som en Yankee. Sabathias status som den högst betalda pitchern i MLB:s historia upphörde i december 2012 när Zack Greinke skrev på ett sexårskontrakt värt 147 miljoner dollar med Los Angeles Dodgers och rekordet i sammanlagd kontraktssumma slogs i februari 2013 av Félix Hernández sjuårskontrakt med Seattle Mariners värt 175 miljoner dollar.
Den 3 juli 2013 nådde Sabathia milstolpen 200 vinster i MLB och blev därmed den 27:e pitchern i MLB:s historia att nå dit innan han fyllt 33 år. I övrigt var 2013 inte ett bra år för Sabathia. Han startade 32 matcher och vann 14 men förlorade 13 och hans earned run average (ERA) på 4,78 var sämst dittills i karriären. Med en vecka kvar av säsongen drabbades han av en muskelbristning i lårets baksida och tvingades avsluta säsongen i förtid.
Sabathia hade under 2013 gått ned mycket i vikt, och han trodde själv att den snabba viktnedgången var en bidragande orsak till hans försämrade spel. Inför 2014 års säsong vägde han "bara" 125 kg, hans lägsta vikt på flera år (han hade tidigare vägt som mest 143 kg under sin MLB-karriär), men han var bättre tränad än tidigare och trodde att han skulle kunna undvika de problem han hade 2013. Han fick förtroendet att starta säsongens första match för Yankees, vilket var hans elfte sådant förtroendeuppdrag i karriären och sjätte för Yankees, vilket bara var ett från klubbrekordet som innehades av bland andra Whitey Ford. I början av maj fick han problem med höger knä och hamnade på skadelistan. Vid den tidpunkten var han 3-4 med en ERA på 5,28 på åtta starter och hade tillåtit tio homeruns, flest i MLB. I mitten av juli, efter att ha gjort två starter i farmarligorna, bestämdes att han skulle genomgå en operation i knät, vilket medförde att säsongen var över för honom. För första gången i karriären hade Sabathia 2014 fler förluster än vinster under säsongen.
Inför 2015 års säsong hade Sabathia gått upp litet i vikt och räknade med att väga cirka 135 kg under säsongen. För första gången sedan 2008 var det inte Sabathia som startade Yankees första match för säsongen, då han inte ansågs helt spelklar på grund av sina skadeproblem föregående säsong. Den 7 juni nådde han milstolpen 2 500 strikeouts som den 31:a pitchern i MLB:s historia och den blott nionde vänsterhänta pitchern. Problemen med höger knä fortsatte dock och i slutet av augusti var Yankees tvungna att placera honom på skadelistan. Vid den tidpunkten var han 4-9 med en ERA på 5,27 på 24 starter. Han hann med fem starter till innan grundserien var över och var totalt sett 6-10 med en ERA på 4,73 på 29 starter. Dagen innan Yankees slutspel skulle börja meddelade Sabathia oväntat att han omedelbart skulle lägga in sig för behandling för alkoholmissbruk.
När 2016 års säsong inleddes var Sabathia degraderad till femte starter för Yankees. Efter en dålig start kom han igång och pitchade väldigt bra; i början av juni var hans ERA 2,28, tredje bäst i American League. Resten av säsongen gick sämre och han slutade 9-12 med en ERA på 3,91 på 30 starter. Efter säsongen genomgick han en mindre operation i sitt högerknä.

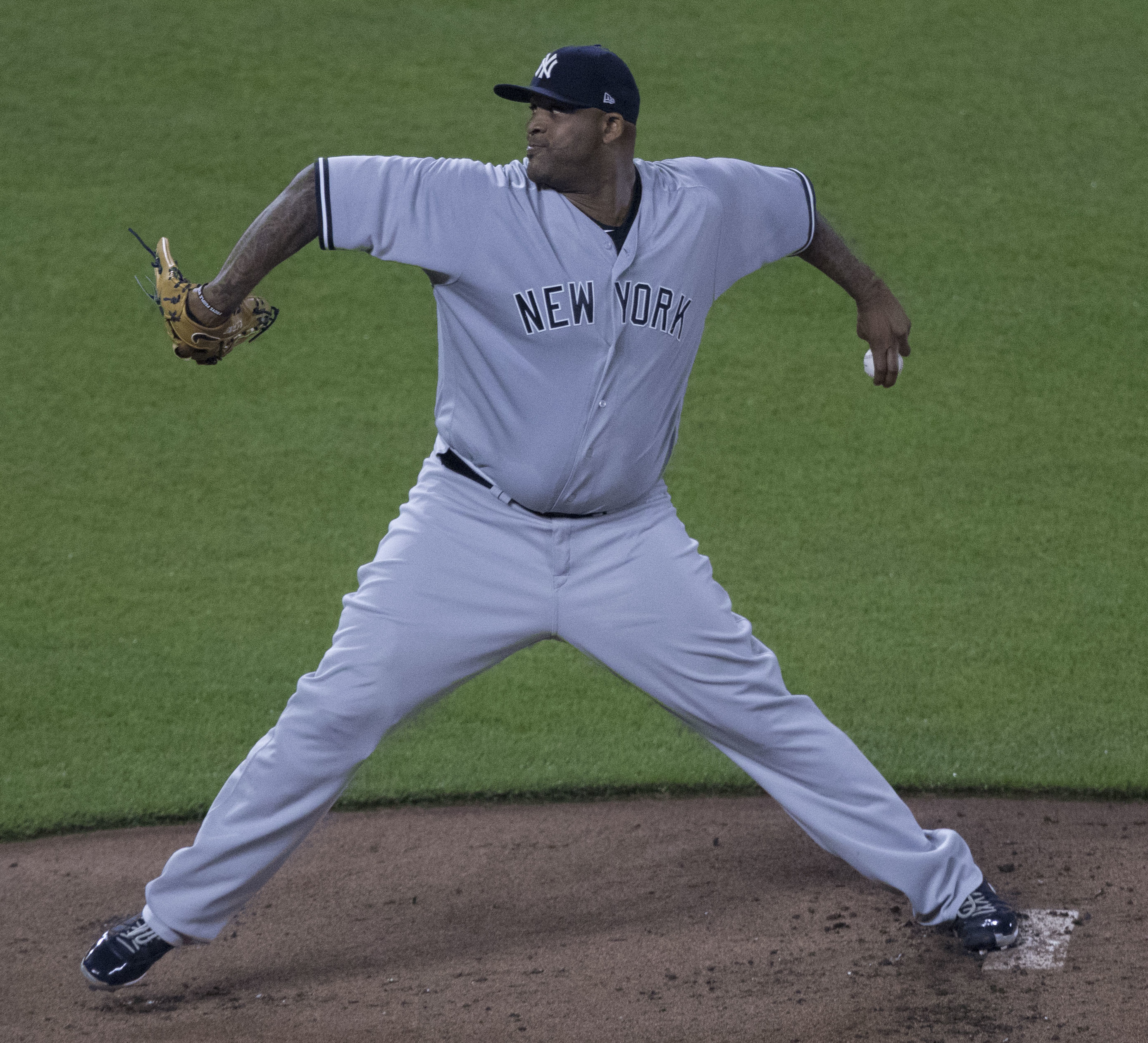
Sabathia i New York Yankees dräkt 2017.

Sabathia blev skadad i hamstringsmusklerna i mitten av juni 2017. Den 1 augusti startade han sin 500:e match i grundserien och han blev därmed den andra pitchern i MLB:s historia efter Tom Glavine att göra 500 starter utan att göra ett enda inhopp. Några dagar senare hamnade han på skadelistan på grund av problem med sitt nyligen opererade högerknä. I hans första match tillbaka satte Sabathia nytt rekord för strikeouts i American Leagues historia av vänsterhänta pitchers (2 680). För hela grundserien 2017 var han 14-5 med en ERA på 3,69 på 27 starter. I slutspelet, där han spelade för första gången på fem år, var han 1-1 med en ERA på 2,37 på fyra starter då Yankees gick till final i American League (ALCS), där det blev förlust mot de senare mästarna Houston Astros med 3–4 i matcher.
Inför 2018 års säsong skrev Sabathia på för Yankees igen. Kontraktet var över ett år och var värt tio miljoner dollar. Han var skadad i höger höft en kort period i säsongsinledningen.